# Tomás Martínez Flaño
Tomás Martínez Flaño (Logroño, 1 de agosto de 1956) es un político español, diputado de Ciudadanos en el Parlamento de La Rioja.

## Biografía
Sin estudios superiores, pues Martínez sólo cursó el Bachiller superior, ha desarrollado su carrera como funcionario habilitado de carácter estatal tras conseguir su plaza al aprobar unas oposiciones. Ha trabajado en la administración local de diferentes poblaciones riojanas, principalmente como secretario, y, desde 1997, es propietario de la plaza de secretario-interventor del Ayuntamiento de Ezcaray.
Entre 1991 y 1995 fue vocal de la Comisión de Ordenación del Territorio y Urbanismo de La Rioja (COTUR).

## Carrera política
Antes de afiliarse a Ciudadanos, Martínez era miembro del Partido Riojano (PR+), formación con la que consiguió ser alcalde de Estollo entre 1991 y 1995.
Martínez fue elegido diputado en el Parlamento de La Rioja por Ciudadanos tras las elecciones autonómicas de La Rioja del 2015, tras concurrir como número dos en la lista de la formación naranja.
Es el vicepresidente primero de la Mesa del cámara riojana y de la Diputación Permanente y presidente de la Comisión Institucional, de Desarrollo Estatutario y de Régimen de la Administración Pública.